# Collegio di Tewkesbury
Tewkesbury è un collegio elettorale inglese situato in Gloucestershire e rappresentato alla Camera dei comuni del parlamento del Regno Unito. Elegge un membro del parlamento con il sistema maggioritario a turno unico; l'attuale parlamentare è Cameron Thomas dei Liberal Democratici, che rappresenta il collegio dal 2024.

## Estensione

Tewkesbury dal 2010 al 2024

- 1885-1918: i Municipal Borough di Gloucester e Tewkesbury, le divisioni sessionali di Berkeley, Cheltenham, Gloucester, Tewkesbury, e Winchcombe, parte della divisione sessionale di Whitminster e la parrocchia civile di Slimbridge.
- 1997-2010: i ward del Borough di Tewkesbury di Ashchurch, Bishop's Cleeve East, Bishop's Cleeve North, Bishop's Cleeve South, Brockworth Glebe, Brockworth Moorfield, Brockworth Westfield, Churchdown Brookfield, Churchdown Parton, Churchdown Pirton, Cleeve Hill, Coombe Hill, Crickley, De Winton, Dumbleton, Gotherington, Horsbere, Innsworth, Shurdington, Tewkesbury Mitton, Tewkesbury Newtown, Tewkesbury Prior's Park, Tewkesbury Town, Twyning e Winchcombe e i ward del Borough di Cheltenham di Leckhampton with Up Hatherley, Prestbury e Swindon.
- 2010-2024: i ward del Borough di Tewkesbury di Ashchurch with Walton Cardiff, Badgeworth, Brockworth, Churchdown Brookfield, Churchdown St John’s, Cleeve Grange, Cleeve Hill, Cleeve St Michael’s, Cleeve West, Coombe Hill, Hucclecote, Innsworth with Down Hatherley, Isbourne, Northway, Oxenton Hill, Shurdington, Tewkesbury Newtown, Tewkesbury Prior's Park, Tewkesbury Town with Mitton, Twyning e Winchcombe, i ward del Borough di Cheltenham di Prestbury e Swindon Village, e il ward della City of Gloucester di Longlevens.
- dal 2024: i ward del Borough di Tewkesbury di Cleeve Grange; Cleeve Hill; Cleeve St. Michael’s; Cleeve West; Innsworth; Isbourne; Northway; Severn Vale North; Severn Vale South; Tewkesbury East; Tewkesbury North and Twyning; Tewkesbury South e Winchcombe, i ward del Borough di Cheltenham di Prestbury; Springbank e Swindon Village, e i ward della City of Gloucester di Elmbridge e Longlevens.[1]

Il collegio fu creato nel 1997 da parti dei collegi di Cirencester and Tewkesbury, Cheltenham e West Gloucestershire.
Come il nome suggerisce, la principale città del collegio è Tewkesbury, ma tra gli altri insediamenti abitati vi sono Twyning, Ashchurch, Bishop's Cleeve, Winchcombe, Prestbury, Brockworth, Churchdown, Innsworth e Longlevens.

## Membri del parlamento dal 1868
| Elezione | Elezione                      | Deputato            | Partito             |
| -------- | ----------------------------- | ------------------- | ------------------- |
|          | 1868                          | William Edwin Price | Liberale            |
|          | 1880 (S)                      | Richard Martin      | Conservatore        |
| 1885     | John Yorke                    |                     | Conservatore        |
| 1886     | John Dorington                |                     | Conservatore        |
| 1906     | Michael Hicks Beach           |                     | Conservatore        |
| 1916 (S) | William Frederick Hicks-Beach |                     | Conservatore        |
|          | 1918                          | Collegio abolito    | Collegio abolito    |
|          | 1997                          | Collegio ricreato   | Collegio ricreato   |
|          | 1997                          | Laurence Robertson  | Conservatore        |
|          | 2024                          | Cameron Thomas      | Liberal Democratici |

## Elezioni

### Elezioni negli anni 2020
| Partito                    | Partito                                         | Candidato                  | Risultati 4 luglio 2024 | Risultati 4 luglio 2024 |
| Partito                    | Partito                                         | Candidato                  | Voti                    | %                       |
| -------------------------- | ----------------------------------------------- | -------------------------- | ----------------------- | ----------------------- |
|                            | Lib Dem                                         | Cameron Thomas             | 20 730                  | 42,71                   |
|                            | Conservatore                                    | Laurence Robertson         | 14 468                  | 29,81                   |
|                            | Reform UK                                       | Byron Davis                | 6 000                   | 12,36                   |
|                            | Laburista                                       | Damola Animashaun          | 4 298                   | 8,85                    |
|                            | Verdi                                           | Cate Cody                  | 2 873                   | 5,92                    |
|                            | Popoli Cristiani                                | David Edgar                | 170                     | 0,35                    |
|                            |                                                 |                            |                         |                         |
| Iscritti                   | Iscritti                                        | Iscritti                   | 73 458                  | 100,00                  |
| ↳ Votanti (% su iscritti)  | ↳ Votanti (% su iscritti)                       | ↳ Votanti (% su iscritti)  | 48 539                  | 66,08                   |
| ↳ Astenuti (% su iscritti) | ↳ Astenuti (% su iscritti)                      | ↳ Astenuti (% su iscritti) | 24 919                  | 33,92                   |
|                            |                                                 |                            |                         |                         |
|                            | Esito: collegio passa da Conservatore a Lib Dem |                            |                         |                         |

### Elezioni negli anni 2010
| Partito                    | Partito                                   | Candidato                  | Risultati 12 dicembre 2019 | Risultati 12 dicembre 2019 |
| Partito                    | Partito                                   | Candidato                  | Voti                       | %                          |
| -------------------------- | ----------------------------------------- | -------------------------- | -------------------------- | -------------------------- |
|                            | Conservatore                              | Laurence Robertson         | 35 728                     | 58,44                      |
|                            | Lib Dem                                   | Alex Hegenbarth            | 13 318                     | 21,78                      |
|                            | Laburista                                 | Lara Chaplin               | 9 310                      | 15,23                      |
|                            | Verdi                                     | Cate Cody                  | 2 784                      | 4,55                       |
|                            |                                           |                            |                            |                            |
| Iscritti                   | Iscritti                                  | Iscritti                   | 83 958                     | 100,00                     |
| ↳ Votanti (% su iscritti)  | ↳ Votanti (% su iscritti)                 | ↳ Votanti (% su iscritti)  | 61 140                     | 72,82                      |
| ↳ Astenuti (% su iscritti) | ↳ Astenuti (% su iscritti)                | ↳ Astenuti (% su iscritti) | 22 818                     | 27,18                      |
|                            |                                           |                            |                            |                            |
|                            | Esito: collegio confermato a Conservatore |                            |                            |                            |

| Partito                    | Partito                                   | Candidato                  | Risultati 8 giugno 2017 | Risultati 8 giugno 2017 |
| Partito                    | Partito                                   | Candidato                  | Voti                    | %                       |
| -------------------------- | ----------------------------------------- | -------------------------- | ----------------------- | ----------------------- |
|                            | Conservatore                              | Laurence Robertson         | 35 448                  | 60,00                   |
|                            | Laburista                                 | Manjinder Singh Kang       | 12 874                  | 21,79                   |
|                            | Lib Dem                                   | Cait Clucas                | 7 981                   | 13,51                   |
|                            | Verdi                                     | Cate Cody                  | 1 576                   | 2,67                    |
|                            | UKIP                                      | Simon Collins              | 1 205                   | 2,04                    |
|                            |                                           |                            |                         |                         |
| Iscritti                   | Iscritti                                  | Iscritti                   | 81 440                  | 100,00                  |
| ↳ Votanti (% su iscritti)  | ↳ Votanti (% su iscritti)                 | ↳ Votanti (% su iscritti)  | 59 084                  | 72,55                   |
| ↳ Astenuti (% su iscritti) | ↳ Astenuti (% su iscritti)                | ↳ Astenuti (% su iscritti) | 22 356                  | 27,45                   |
|                            |                                           |                            |                         |                         |
|                            | Esito: collegio confermato a Conservatore |                            |                         |                         |

| Partito                    | Partito                                   | Candidato                  | Risultati 7 maggio 2015 | Risultati 7 maggio 2015 |
| Partito                    | Partito                                   | Candidato                  | Voti                    | %                       |
| -------------------------- | ----------------------------------------- | -------------------------- | ----------------------- | ----------------------- |
|                            | Conservatore                              | Laurence Robertson         | 30 176                  | 54,52                   |
|                            | Laburista                                 | Ed Buxton                  | 8 204                   | 14,82                   |
|                            | Lib Dem                                   | Alistair Cameron           | 7 629                   | 13,78                   |
|                            | UKIP                                      | Stuart Adair               | 7 128                   | 12,88                   |
|                            | Verdi                                     | Jemma Clarke               | 2 207                   | 3,99                    |
|                            |                                           |                            |                         |                         |
| Iscritti                   | Iscritti                                  | Iscritti                   | 78 910                  | 100,00                  |
| ↳ Votanti (% su iscritti)  | ↳ Votanti (% su iscritti)                 | ↳ Votanti (% su iscritti)  | 55 344                  | 70,14                   |
| ↳ Astenuti (% su iscritti) | ↳ Astenuti (% su iscritti)                | ↳ Astenuti (% su iscritti) | 23 566                  | 29,86                   |
|                            |                                           |                            |                         |                         |
|                            | Esito: collegio confermato a Conservatore |                            |                         |                         |

| Partito                    | Partito                                   | Candidato                  | Risultati 6 maggio 2010 | Risultati 6 maggio 2010 |
| Partito                    | Partito                                   | Candidato                  | Voti                    | %                       |
| -------------------------- | ----------------------------------------- | -------------------------- | ----------------------- | ----------------------- |
|                            | Conservatore                              | Laurence Robertson         | 25 472                  | 47,20                   |
|                            | Lib Dem                                   | Alistair Cameron           | 19 162                  | 35,51                   |
|                            | Laburista                                 | Stuart Emmerson            | 6 253                   | 11,59                   |
|                            | UKIP                                      | Brian Jones                | 2 230                   | 4,13                    |
|                            | Verdi                                     | Matthew Sidford            | 525                     | 0,97                    |
|                            | Monster Raving Loony                      | George Ridgeon             | 319                     | 0,59                    |
|                            |                                           |                            |                         |                         |
| Iscritti                   | Iscritti                                  | Iscritti                   | 76 655                  | 100,00                  |
| ↳ Votanti (% su iscritti)  | ↳ Votanti (% su iscritti)                 | ↳ Votanti (% su iscritti)  | 53 961                  | 70,39                   |
| ↳ Astenuti (% su iscritti) | ↳ Astenuti (% su iscritti)                | ↳ Astenuti (% su iscritti) | 22 694                  | 29,61                   |
|                            |                                           |                            |                         |                         |
|                            | Esito: collegio confermato a Conservatore |                            |                         |                         |

### Elezioni negli anni 2000
| Partito                    | Partito                                   | Candidato                  | Risultati 5 maggio 2005 | Risultati 5 maggio 2005 |
| Partito                    | Partito                                   | Candidato                  | Voti                    | %                       |
| -------------------------- | ----------------------------------------- | -------------------------- | ----------------------- | ----------------------- |
|                            | Conservatore                              | Laurence Robertson         | 22 339                  | 49,15                   |
|                            | Lib Dem                                   | Alistair Cameron           | 12 447                  | 27,38                   |
|                            | Laburista                                 | Charles Mannan             | 9 179                   | 20,19                   |
|                            | Verdi                                     | Robert Rendell             | 1 488                   | 3,27                    |
|                            |                                           |                            |                         |                         |
| Iscritti                   | Iscritti                                  | Iscritti                   | 71 945                  | 100,00                  |
| ↳ Votanti (% su iscritti)  | ↳ Votanti (% su iscritti)                 | ↳ Votanti (% su iscritti)  | 45 453                  | 63,18                   |
| ↳ Astenuti (% su iscritti) | ↳ Astenuti (% su iscritti)                | ↳ Astenuti (% su iscritti) | 26 492                  | 36,82                   |
|                            |                                           |                            |                         |                         |
|                            | Esito: collegio confermato a Conservatore |                            |                         |                         |

| Partito                    | Partito                                   | Candidato                  | Risultati 7 giugno 2001 | Risultati 7 giugno 2001 |
| Partito                    | Partito                                   | Candidato                  | Voti                    | %                       |
| -------------------------- | ----------------------------------------- | -------------------------- | ----------------------- | ----------------------- |
|                            | Conservatore                              | Laurence Robertson         | 20 830                  | 46,09                   |
|                            | Laburista                                 | Keir Dhillon               | 12 167                  | 26,92                   |
|                            | Lib Dem                                   | Steve Martin               | 11 863                  | 26,25                   |
|                            | Indipendente                              | Charles Vernall            | 335                     | 0,74                    |
|                            |                                           |                            |                         |                         |
| Iscritti                   | Iscritti                                  | Iscritti                   | 70 276                  | 100,00                  |
| ↳ Votanti (% su iscritti)  | ↳ Votanti (% su iscritti)                 | ↳ Votanti (% su iscritti)  | 45 195                  | 64,31                   |
| ↳ Astenuti (% su iscritti) | ↳ Astenuti (% su iscritti)                | ↳ Astenuti (% su iscritti) | 25 081                  | 35,69                   |
|                            |                                           |                            |                         |                         |
|                            | Esito: collegio confermato a Conservatore |                            |                         |                         |

## Risultati dei referendum

### Referendum sulla permanenza del Regno Unito nell'Unione europea del 2016
|             | Collegio   | Lasciare UE % | Rimanere in UE % |
| ----------- | ---------- | ------------- | ---------------- |
|             | Tewkesbury | 53,7%         | 46,3%            |
| Inghilterra | 53,3%      | 46,7%         |                  |
| Regno Unito | 51,9%      | 48,1%         |                  |